# Monjas benedictinas
Las Monjas de la Orden de San Benito (oficialmente en latín Moniales Ordinis Sancti Benedicti) son una orden religiosa católica femenina de vida monástica y de derecho pontificio. Forman parte de la Orden de San Benito, pero sus monasterios son autónomos. Estos pueden estar o no confederados entre sí, formando congregaciones o federaciones. Consideran a Benito de Nursia como a su fundador y sus orígenes se remontan a la fundación del monasterio de Montecasino (Italia), hacia el siglo VI. A las religiosas de este instituto se les conoce como monjas benedictinas y posponen a sus nombres las siglas O.S.B.

## Historia

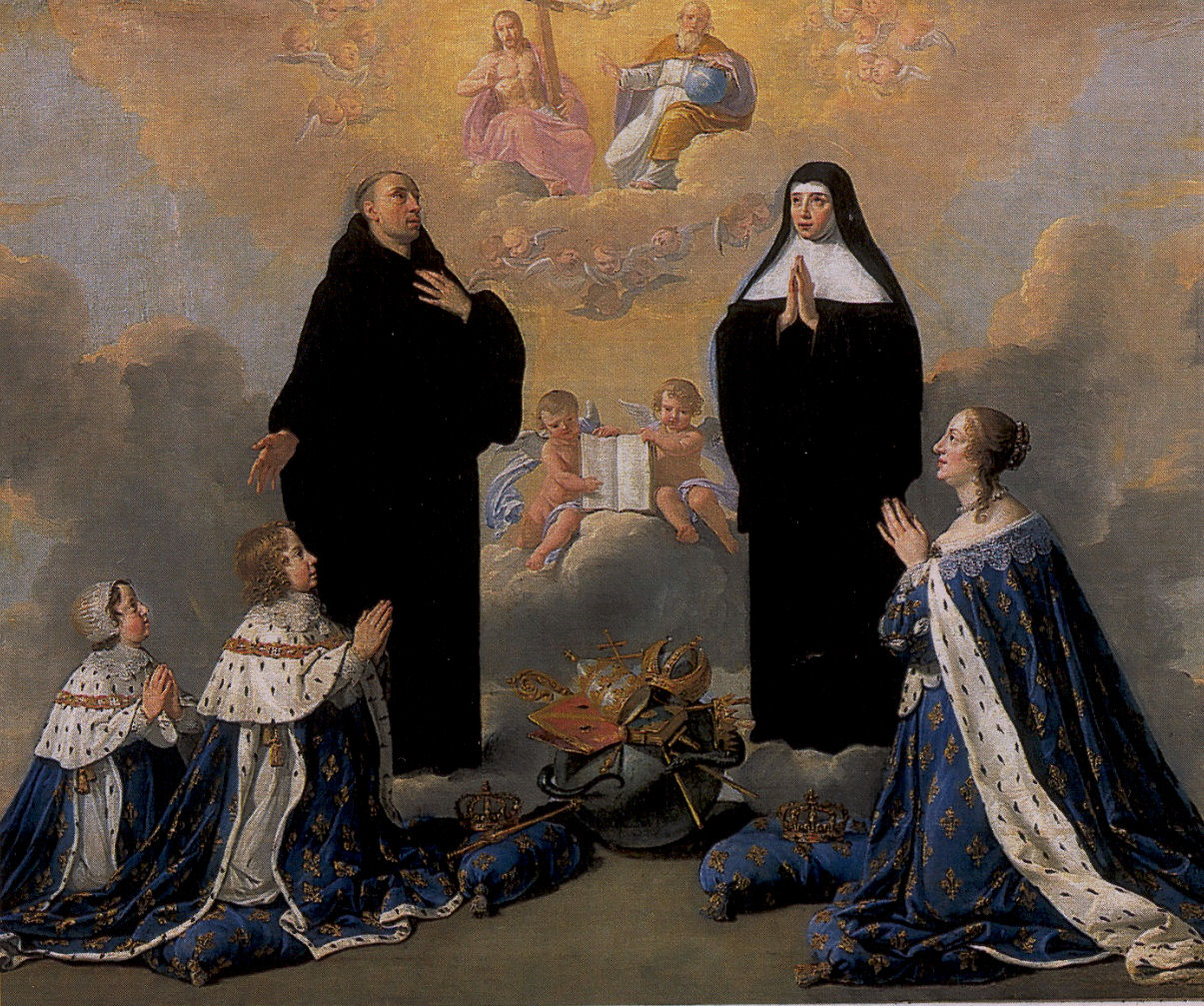
Benito (480-547) y Escolástica de Nursia (480-547) son considerados los fundadores de las monjas benedictinas.

Benito de Nursia, según cuenta Gregorio Magno, fundó cerca de Montecasino, a inicios del siglo VI, un monasterio para su hermana Escolástica. Esta es la razón por la cual las benedictinas consideran a Benito de Nursia su fundador, pero a Escolástica se le reserva el título de patrona. No se sabe con certeza si los monasterios femeninos de Occidente, especialmente los ingleses, siguieran la Regla de san Benito, pero con la reforma del año 492, del papa Bonifacio, insistió en que todos los monasterios femeninos adoptaran dicha regla. Estas leyes no recibieron la acogida inmediata, puesto que los monasterios alemanes e ingleses eran más un tipo de colegiata de canonesas que verdaderas monjas benedictinas. Se ha llegado a afirmar, que antes del siglo XII, solo el monasterio de Santa María de Gandersheim en la Baja Sajonia, puede ser considerado el único monasterio verdaderamente benedictino de toda Alemania. Las otras colegiatas adoptaron la vida regular a partir de ese mismo siglo.
A diferencia de los monasterios masculinos, con un sistema de congregación, los femeninos estaban, habitualmente, bajo la dirección espiritual de una abadía masculina, o sometidos a la jurisdicción del obispo de la diócesis; casos como el de San Pedro de las Puellas, directamente dependiente de la jurisdicción pontificia, eran excepcionales. Las monjas benedictinas no seguían, hasta mediados del siglo XVI, una clausura estricta: eran libres para salir del monasterio cuando tenían que hacer alguna misión en particular. Esta libertad de movimiento provocó algunos escándalos. En los concilios de Constanza (1414), Basilea (1431) y Trento (1545) se reguló que, como los otras órdenes contemplativas, también las benedictinas observaran una clausura estricta.
La reforma protestante hizo que buena parte de los monasterios de la orden desaparecieran de Inglaterra y otras partes de la Europa central y septentrional. En la Francia de los siglos XVII y XVIII se vivió un reflorecimiento de las fundaciones benedictinas femeninas, que incorporaban nuevas reformas en la vida conventual y en la observancia de la regla, como Montmartre, Beauvais, Valle del Grâce y Douai, o las Benedictinas de la Adoración Perpetua, fundadas en París en 1654. Sin embargo, la Revolución francesa acabó con estos monasterios, hasta que, solo algunos de ellos, se volvieron a abrir durante el siglo XIX.
El 12 de julio de 1893, el papa León XIII creó la Confederación Benedictina, a la cual pertenecen muchas de las congregaciones de monjas benedictinas.

## Organización

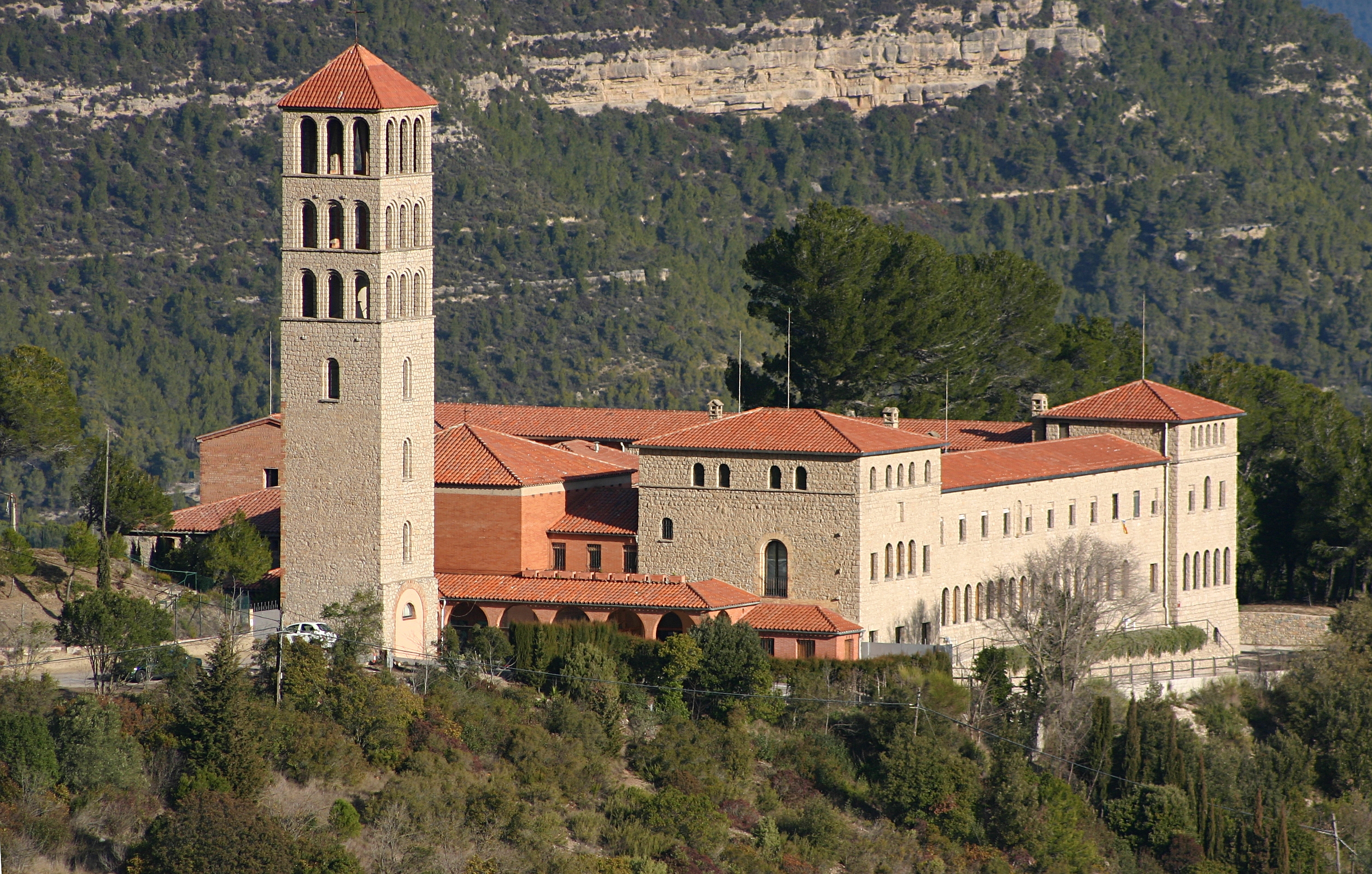
El monasterio de St. Benedict (Sant Benet) de Montserrat es uno de los tantos de esa Orden religiosa monacal en España. Dicho monasterio pertenece a la Federación Benedictina Catalana.

Las Monjas de la Orden de San Benito se organizan en monasterios autónomos con características propias, dirigidos por una abadesa elegida por las monjas de cada comunidad; los monasterios son agrupados en federaciones, que a su vez pueden formar parte de la Confederación Benedictina. De esta manera, existen por lo menos cuatro formas de clasificar los monasterios benedictinos femeninos:
1. Monasterios incorporados o unidos a las respectivas congregaciones masculinas, tales como las congregaciones: inglesa, brasileña, de Solesmes, Olivetana, beuronese, sublabence, vallombrosiana, camaldulense, holandesa, de la Anunciación y de Vita et Pax.
2. Congregaciones autónomas (es decir, sin referencia a una rama masculina) de monjas benedictinas: Congregación de Nuestra Señora del Monte Calvario, Benedictinas de la Adoración Perpetua (formada por seis federaciones), Monjas de la Inmaculada Concepción de Polonia, Congregación del Rey Eucarístico y las Benedictinas celestinas.
3. Federaciones y uniones de monasterios: en Francia, Monjas del Purísimo Corazón de María; en Alemania, Unión de Monjas de Baviera, En Italia, Federación de Italia Norte, Federación del Piceno, Federación Toscana y Federación de Umbria; y en España, las Federaciones castellana, catalana, gallega y Pirinea.
4. Finalmente los monasterios de benedictinas que no tienen ninguna vinculación jurídica entre ellos, algunos de derecho diocesano y otros de derecho pontificio.

Las benedictinas son monjas, religiosas claustrales que observan la Regla de San Benito. Además de la celebración del oficio divino, se dedican a trabajos manuales e intelectuales, como la educación, el cuidado de enfermos, tareas agrícolas, restauración de objetos y encuadernación de libros, organización de retiros espirituales, etc. Como en el caso de la rama masculina, el lema es Ora et labora, «Ora y trabaja».
Existen en todo el mundo unas diez mil monjas que viven según la Regla de san Benito, pero no todas forman una única orden religiosa, estas se dividen en distintas congregaciones u órdenes, independientes o dependientes de las respectivas ramas masculinas de la Orden de San Benito. Los monasterios que no pertenecen a ninguna de las federaciones o congregaciones son unos 233 en todo el mundo, con unas 3.958 monjas.